# Kazimierz Kord
Kazimierz Kord (Podgórze, 18 novembre 1930 – 29 aprile 2021) è stato un direttore d'orchestra polacco.

## Biografia
Tra il 1949 e il 1955, ha studiato pianoforte al Conservatorio di Leningrado. Ha anche studiato all'Academia di Musica di Cracovia.
È stato direttore principale dell'Orchestra filarmonica di Varsavia e la Southwest German Radio Symphony Orchestra. Tra i suoi impegni operistici come ospite figurano la prima rappresentazione in russo di La dama di picche di Čajkovskij al Metropolitan Opera nella stagione 1972-1973, Aida al Met ed Eugene Onegin alla Royal Opera House di Londra nel 1976. Le sue registrazioni comprendono la prima versione stereo di Don Quichotte di Jules Massenet, con Nicolai Ghiaurov nel ruolo del protagonista, Gabriel Bacquier nei panni di Sancio Panza e Régine Crespin nel ruolo di Dulcinea.
È stato direttore ospite principale e consulente musicale della Pacific Symphony nella Contea di Orange, California (USA) per la stagione 1989-1990.

## Onorificenze
- Nel 2001 Ha ricevuto la Croce di cavaliere dell'Ordine della Polonia restituta nel 2001.[6]
- Nel 2005 ha ricevuto la medaglia d'oro "Zasłużony Kulturze Gloria Artis" dal ministro della cultura Waldemar Dąbrowski